# Лелль, Алари
Алари Лелль (эст. Alari Lell; 10 июня 1976, Таллин) — эстонский футболист, центральный защитник и опорный полузащитник. Выступал за национальную сборную Эстонии.

## Биография

### Клубная карьера
Воспитанник таллинской футбольной секции «ЛСМК/Пантрид». Во взрослом футболе дебютировал в сезоне 1993/94 в составе «Нормы», сыграв один матч, команда в том сезоне стала серебряным призёром чемпионата Эстонии.
В 1994 году перешёл в систему таллинской «Флоры». За основной состав команды сыграл 14 матчей в 1994—1996 годах, становился чемпионом Эстонии (1994/95) и серебряным призёром (1995/96). Также много лет выступал за клубы, входившие в систему «Флоры» — команды из посёлка Лелле, «Тервис» (Пярну), «Тулевик» (Вильянди), «Курессааре», несколько сезонов провёл в высшем дивизионе. В составе «Тулевика» в 1999 году стал серебряным призёром чемпионата. По окончании сезона 2000 года контракт с футболистом не был продлён и он завершил профессиональную карьеру.
С 2001 года играл на любительском уровне, в том числе в этот период провёл один сезон в высшем дивизионе — в 2003 году в составе «Курессааре», несколько сезонов выступал в первой лиге. В последние годы карьеры играл в низших лигах за «Ээсти Коондис»/«Ретро» из Таллина — команду, составленную из бывших футболистов сборной Эстонии.
Всего в высшем дивизионе Эстонии сыграл 138 матчей и забил 4 гола.
Также выступал в пляжном футболе. В 2007 году стал победителем первого чемпионата Эстонии по этому виду спорта в составе таллинского «Бетоона».

### Карьера в сборной
Выступал за молодёжную сборную Эстонии.
В национальной сборной Эстонии дебютировал 25 марта 1995 года в матче против Италии, вышел в стартовом составе и был заменён на 77-й минуте на Мати Пари. Всего сыграл за сборную 6 матчей, все — в 1995 году в рамках отборочного турнира чемпионата Европы, все эти матчи были проиграны.